# Dunscore
Dunscore est un village situé dans le Dumfries and Galloway, en Écosse.